# Kam Jones
Kameron "Kam" Deshun Jones, né le 25 février 2002 à Colorado Springs dans le Colorado, est un joueur américain de basket-ball évoluant aux postes de meneur et arrière. Il mesure 1,91 m.

## Biographie

### NBA
Kam Jones est sélectionné en trente-huitième position par les Spurs de San Antonio lors de la draft 2025 de la NBA. Il est ensuite envoyé aux Pacers de l'Indiana.

## Palmarès et distinctions individuelles

### Universitaires
- Consensus Second-Team All-American (2025)
- First-team All-Big East (2025)
- Second-team All-Big East (2023)
- Big East All-Freshman team (2022)